# Burgstall Liebenstein
Der Burgstall Liebenstein ist eine abgegangene Gipfelburg auf einer Hügelkuppe in der Gemarkung Am alten Schloßberg bei dem Stadtteil Liebenstein der Stadt Bad Kötzting im Oberpfälzer Landkreis Cham in Bayern. Die Anlage wird als Bodendenkmal unter der Aktennummer D-3-6743-0007 im Bayernatlas als „mittelalterlicher Burgstall“ geführt.

## Geographische Lage
Die ehemalige Burganlage befindet sich im nördlichen Teil des Bayerischen Waldes, auf einer nach allen Seiten steil abfallenden und felsigen Hügelkuppe, dem sogenannten „Alten Schlossberg“. Er ist eine dem Hohlbeerberg nach Nordosten vorgelagerte Erhebung, der den östlichsten Ausläufer des Haidsteines, auf dessen höchsten Gipfel auch der Burgstall Haidstein liegt, bildet. Die Hügelkuppe steigt bis auf 584 m ü. NHN an und liegt damit etwa 70 Meter über dem östlich gelegenen Tal des Brücklbaches. Die Stelle des Burgstalls liegt etwa 350 Meter nordwestlich der Ortschaft Liebenstein, oder circa 12 Kilometer östlich der Ortsmitte von Cham.
In der Nähe befinden sich außer dem Burgstall auf dem Haidstein noch weitere ehemalige mittelalterliche Befestigungen: einige Kilometer nordöstlich die Burg Lichteneck, der Burgstall auf dem Hohen Bogen und der Turmhügel beim Aignhof. Südsüdöstlich liegt ein Burgstall in der Ortschaft Haus und westlich die umfangreiche Burgruine Runding.

## Geschichte
Die Höhenburg wurde vermutlich um 1150 von der diepoldingischen Ministerialenfamilie von Liebenstein, von denen hier ein Kuno und Rubert von Liebenstein zwischen 1170 und 1200 nachweisbar sind, erbaut. 1204 ging die Burg mit dem diepoldingischen Erbe an die Wittelsbacher. Aber erst 1320 ist ein H. Sattelboger von Liebenstein als Lehensinhaber nachweisbar.
1381 wurde die Burg wegen Raubüberfällen mit der Offenhauserklärung durch Heinrich und Albrecht Sattelboger gegenüber Herzog Albrecht I. von Niederbayern-Straubing-Holland eingezogen und kam danach an die Chamerauer und Donnersteiner.
1452 wurde die in den Hussitenkriegen zerstörte Burg dem Viechtacher Richter Stefan Winkler verschrieben und wieder aufgebaut. Ab 1483 wechselte die Burg mehrfach die Besitzer. 1518 kaufte Heinrich VI. Nothafft zu Wernberg auf Runding die Burg, die vermutlich bald nach dem Kauf aufgegeben wurde und als Steinbruch diente.
Der gut erkennbare kleine zweiteilige Burgstall zeigt noch geringe Reste und ist heute ein Bodendenkmal.